# Ocotea rovirosae
Ocotea rovirosae är en lagerväxtart som beskrevs av Lorea-hernandez & van der Werff. Ocotea rovirosae ingår i släktet Ocotea och familjen lagerväxter. Inga underarter finns listade i Catalogue of Life.